# Odilia García
Odilia Pamela García Pineda (Lima, 18 de enero de 1987) es una reina de belleza, que ganó el título Miss Perú Mundo 2011, y representó a su país en el certamen Miss Mundo 2011.
Ella también representó a Junín en el certamen Miss Perú Universo 2006 y terminó cuarta finalista. Seguidamente participó en Madrid en el programa Supermodelo 2006 en Cuatro quedando entre las 13 finalistas.
Después, en el certamen Miss Maja Mundial, representó a Perú y terminó primera finalista. Odilia también representó a Gerona en el certamen Miss España 2007, quedando top 12 y representó al Perú en Miss Tierra 2007, realizado en Filipinas y Vietnam, donde terminó como Top 8 y ganó el premio "Miss Fitness".
En 2015 se graduó en Derecho por la Universidad Autónoma de Barcelona. Ese mismo año fundó Odilia Bridal, una tienda en línea de complementos para novia

## Miss Perú Mundo
Odilia compitió como Miss Junín en el certamen Miss Perú 2011, el cual ganó, realizado en 25 de junio de 2011 en el Callao. Ella también obtuvo el premio a "Mejor sonrisa".
Odilia viajó a Londres, Inglaterra, como representante oficial del Perú al concurso de Miss Mundo 2011, que fue emitido el 7 de noviembre de 2011.